# Cornice Peak (Selkirk Mountains)
Cornice Peak är en bergstopp i Kanada.   Den ligger i provinsen British Columbia, i den sydvästra delen av landet, 3 800 km väster om huvudstaden Ottawa. Toppen på Cornice Peak är 2 007 meter över havet.
Terrängen runt Cornice Peak är huvudsakligen mycket bergig. Trakten runt Cornice Peak är nära nog obefolkad, med mindre än två invånare per kvadratkilometer.. Det finns inga samhällen i närheten.
I omgivningarna runt Cornice Peak växer i huvudsak barrskog.